# Fantastic Four (1994)
Fantastic Four is een animatieserie uit 1994. De serie is gebaseerd op de Marvel Comics stripserie de Fantastic Four, en daarmee de derde serie gebaseerd op deze strip. De serie liep van 24 september 1994 tot 24 februari 1996.

## Productie
Midden jaren 90 kwam Marvel Producties met het plan voor het maken van een nieuwe animatieserie over de Fantastic Four, als onderdeel van The Marvel Action Hour. Het eerste halfuur hiervan werd opgevuld met een aflevering van de animatieserie Iron Man, en de Fantastic Four serie zou het tweede halfuur vullen.
Veel van de afleveringen in deze serie waren remakes van aflevering uit de originele animatieserie uit 1967. Gedurende het eerste seizoen gaf Stan Lee aan het begin van elke aflevering een intro waarin hij uitleg gaf over de personages die in die aflevering voorkwamen.
Zowel de Fantastic Four serie als de Iron Man serie werden flink veranderd voor hun tweede seizoen. Zo kregen ze nieuwe introfilmpjes, verbeterde animatie, een serieuzere ondertoon qua verhaal en minder introducties door Stan Lee. De serie liep net als The Marvel Action Hour maar voor twee seizoenen.
In 2005 werd de gehele serie op dvd uitgebracht, tegelijk met het uitkomen van de Fantastic Four film. Op de dvd-versie hebben alle 26 afleveringen nieuwe intro’s van Stan Lee.

## Stemmen
- Beau Weaver - Mr. Fantastic/Reed Richards
- Lori Alan - Invisible Woman/Susan Storm Richards
- Brian Austin Green - Human Torch/Johnny Storm (Seizoen 1)
- Quinton Flynn - Human Torch/Johnny Storm (Seizoen 2)
- Chuck McCann - The Thing/Benjamin J. Grimm

## Afleveringen

### Seizoen een
1. The Origin of the Fantastic Four - Part 1 (met gastoptreden van de Puppet Master)
2. The Origin of the Fantastic Four - Part 2 (met gastoptreden van de Puppet Master)
3. Now Comes the Sub-Mariner (met gastoptreden van Namor the Sub-Mariner)
4. Incursion of the Skrulls
5. The Silver Surfer & the Coming of Galactus - Pt. 1 (met gastoptredens van Silver Surfer en Galactus)
6. The Silver Surfer & The Coming of Galactus - Pt. 2 (met gastoptredens van Silver Surfer en Galactus)
7. Super-Skrull
8. The Mask of Doom - Pt. 1 (met gastoptreden van Dr. Doom)
9. The Mask of Doom - Pt. 2 (met gastoptreden van Dr. Doom)
10. The Mask of Doom - Pt. 3 (met gastoptreden van Dr. Doom)
11. Mole Man (met gastoptreden van de Mole Man)
12. Behold the Negative Zone
13. The Silver Surfer & the Return of Galactus (met gastoptredens van Silver Surfer, Galactus en Dr. Doom)

### Seizoen twee
1. And a Blind Man Shall Lead Them (met gastoptreden van Daredevil)
2. Inhumans Saga Pt. 1: And the Wind Cries Medusa
3. Inhumans Saga Pt. 2: The Inhumans Among Us
4. Inhumans Saga Pt. 3: Beware the Hidden Land
5. Worlds Within Worlds
6. To Battle the Living Planet (met gastoptreden van Thor)
7. Prey of the Black Panther
8. When Calls Galactus (met gastoptredens van Ghost Rider, Thor en Galactus)
9. Nightmare in Green (met gastoptreden van de Hulk)
10. Behold, s Distant Star
11. Hopelessly Impossible
12. The Sentry Sinister
13. Doomsday (met gastoptreden van de Silver Surfer)

## Trivia
- De Fantastic Four uit deze serie hadden zelf ook een gastoptreden in drie afleveringen van Spider-Man: The Animated Series.